# Richard Sipe
 (novembre 2021).
Si vous disposez d'ouvrages ou d'articles de référence ou si vous connaissez des sites web de qualité traitant du thème abordé ici, merci de compléter l'article en donnant les références utiles à sa vérifiabilité et en les liant à la section « Notes et références ».
Ne doit pas être confondu avec Richard Side.
Aquinas Walter Richard Sipe (né le 11 décembre 1932 à Robbinsdale dans le Minnesota et mort le 8 août 2018 à La Jolla, un quartier de San Diego en Californie), est un ancien prêtre bénédictin, un sociologue et un psychothérapeute américain.
Il est auteur de six livres sur les abus sexuels au sein de l'Église. Pendant vingt-cinq ans, il conduit une étude ethnographique publiée en 1990 et affirme que 50 % des prêtres célibataires sont engagés dans des relations sexuelles. En 1970, il épouse une ancienne religieuse, Marianne. Ils ont un enfant,.

## Biographie
Richard Sipe a été prêtre pendant 18 ans.
En mai 2009, il dévoile un scandale d'abus sexuel dans le diocèse de Burlington (en)à Vermont aux États-Unis. Sur 102 prêtres, entre 1950 et 2002, 23 sont impliqués dans des cas de détournement de mineurs,.
Selon le film, Spotlight, il déclare que 6 % des prêtres sont pédophiles,,,,.

## Publications
- (en) Celibacy in Crisis: A Secret World Revisited. Brunner-Routledge, New York and Hove 2003
- (en) A Secret World: sexuality and the search for celibacy Routledge, 1990.
- (en) The Serpent and the Dove: celibacy in literature and life, Greenwood Publishing Group, 2007,  (ISBN 0313347255), 262 pages.
- (en) Sex, Priests, and Power: anatomy of a crisis, Routledge Mental Health, 1995,  (ISBN 0-87630-769-1), 220 pages
- (en) Abuse by Priests: Why? (audio cassette)
- (en) Celibacy: A Way of Loving, Living, and Serving
- (en) Living the Celibate Life: A Search for Models and Meaning